# 長弘翔子
長弘 翔子（ながひろ しょうこ、1991年10月23日 - ）は、日本の元女性声優。ヒューマンアカデミー卒業。神奈川県出身。スリートゥリーに所属していた。

## 人物
好きな四字熟語は"一石二鳥"。
ベッド上の空間が怖いため、寝る前に自分の体の周りをぬいぐるみで囲んでから就寝する。
千葉県の高校を卒業している縁から、千葉テレビ放送のウェブサイト「チバテレプラス」にて、趣味の短歌を添えたコラムを担当している。
2020年10月23日、29歳の誕生日に公式ブログで結婚の発表を行った。
2021年2月24日、健康上の理由で芸能活動の継続が困難であり、長期の治療と療養に専念するため、同年3月31日をもって休業することが所属事務所のスリートゥリーより発表された。自身のブログでもメッセージを発信し、子宮内膜症と子宮筋腫の診断を受けたことを明かしている。
2022年10月25日、芸能活動に復帰せず正式に引退すること、および休業中に出産したことがスリートゥリーのサイト上で発表された。
2023年3月22日、かつてパーソナリティを務めていたMOZAIKU NIGHTに「一夜限りの復帰」としてゲスト出演した。これは『MOZAIKU NIGHT』が同月限りで終了することがすでに発表されており、火曜の最終男性DJである池田勝や番組スタッフとも親交が続いていたことと、2012年10月から8年半火曜日の深夜を担当していたことに由来する。

## 出演作品

### テレビアニメ
- 犬神さんと猫山さん（2014年、猿飛空[10]、女生徒B、店員C）
- ストレンジ・プラス（2014年、ラスティ・ネイル[11]） - 2作品[12]
- おくさまが生徒会長!（2015年、女子生徒）

### ドラマCD
- ストレンジ・プラス（2014年、ラスティ・ネイル）※コミックス15巻限定版ドラマCD

### ゲーム
- アルカディアの蒼き巫女（2015年、怪盗ライラ）
- 東京ハーレム（2016年、二葉ゆうひ、二葉あさひ）
- イカロスM（2019年）

### 吹き替え
- デッドリー・ゲーム（2019年、イルサ）
- SNAKE OUTTA COMPTON（2019年、レル）
- テリファー（2019年、ドーン〈キャサリン・コーコラン〉）

### ラジオ
※はインターネット配信。
- 広橋涼×長嶋はるか×悠りょう（超A&G+※、レギュラーアシスタント）
- MOZAIKU NIGHT〜No.1 Music Factory〜→MOZAIKU NIGHT（2012年 - 2021年、bayfm）
- 鷲崎健の王様は退屈じゃ!（2014年 - 2016年、ラジオ関西）
- MIDNIGHT POWER PLAY（2016年 - ?、bayfm）
- 伊福部崇のラジオのラジオ（2016年 - 2017年、超!A&G+※）

ラジオドラマ
- オダキュー!!!（雨原麻耶）
- かもめラジオの世界（四街かもめ）
- パープルスカイ（成田サキ）
- 25時の月（ナレーション[13]）

### アプリ
- アンドロイドアプリ「マイアといっしょ!!」（アリス[14]）

### 音楽CD
| 発売日        | タイトル               | 名義                                        | 楽曲               | タイアップ                               |
| ------------- | ---------------------- | ------------------------------------------- | ------------------ | ---------------------------------------- |
| 2014年2月19日 | ストレンジプラス Songs | ラスティ・ネイル（長弘翔子）                | 「盗人セレナーデ」 | テレビアニメ『ストレンジ・プラス』関連曲 |
| 2014年5月28日 | いぬねこジュークBOX    | 鳥飼ひばり（山崎エリイ）×猿飛空（長弘翔子） | 「キミ イロ ガミ」 | テレビアニメ『犬神さんと猫山さん』関連曲 |

### 舞台
- ヒトリシバイナイト63（渋谷TAKE OFF7、2013年9月2日）
- fanfare discovery vol.1「溺れた女神、救うは奏で」（アトリエファンファーレ東新宿、2019年1月9日 - 14日） - 村田いずみ 役[15]
- 秋町トワイライト（築地本願寺ブディストホール、2019年11月20日 - 24日[16]）

### 連載
- ながしょーのHands up!!（Magalry、2013年7月3日 - 2014年2月26日[17]）